# Mike Van Peel
Mike Van Peel is een personage uit de Vlaamse politieserie Zone Stad en wordt gespeeld door Peter Van Asbroeck.

## Seizoen 4
Mike is de nieuwe partner van Jimmy. De twee lijken goede maatjes en hun samenwerking loopt dan ook zeer vlot.
Mike blijkt erg geïnteresseerd én geliefd te zijn bij de vrouwen. Hij deinst er dan ook niet voor terug om meerdere vriendinnetjes tegelijkertijd te hebben. Wanneer hij op een nacht parkingseks heeft met een prostituee, wordt hij getuige van een brutale afrekening. Om zijn reputatie hoog te houden, besluit hij hier niets van te vertellen aan het team. Uiteindelijk raakt het voorval echter toch bekend, en hangt er hem een schorsing boven het hoofd. Dankzij een petitie van het team kan korpschef Speltinckx echter niet anders dan de schorsing nietig te verklaren.
Mike blijkt een oogje te hebben op Els Buyens, de nieuwe planton. Het duurt dan ook niet lang of de twee beginnen een relatie.

## Seizoen 5
Nu Mike een relatie heeft met Els, heeft hij nu ook een hechte band met haar zoon Stijn. Els wil dat Mike Stijns schoolreis betaalt van 600 euro. Mike heeft geen geld op zak, dus hij begint met louche zaken. Eerst gaat hij gokken, dan begint hij als escorte-chauffeur. Mike verwent Els rot, ze vindt het vreemd. Ze gaat achter zijn geheim aan, en wanneer op het einde van de reeks, Nathalie, een van zijn klanten, wordt verwaarloosd, wil Mike haar helpen, met behulp van Jimmy. Uiteindelijk neemt Mike ontslag bij de escorte. Dan heeft hij andere zorgen aan zijn hoofd. Zijn maat Jimmy wordt aangereden, dus is Mike bang dat hij sterft. Dan wordt Mike 3 maanden geschorst, vanwege de escorte.

## Seizoen 6
Na drie maanden schorsing gaat Mike terug aan de slag. Hij komt echter opnieuw in nauwe schoentjes te zitten, wanneer hij samen met Els' zoon Stijn een bordeel bezoekt en hij een tijdje later Stijn betrapt tijdens het drugdealen. Stijn dreigt ermee het bordeelverhaal naar buiten te brengen als Mike hem laat aanklagen. Mike laat de jongen gaan, maar beseft niet dat een omstaander alles gefilmd heeft.

## Seizoen 7
Mike vraagt Els ten huwelijk. Er komt echter een domper op de feestvreugde wanneer hij voor een zoveelste maal verwikkeld raakt in een schandaal. Mike blijkt nog een kind te hebben uit een vorige relatie. Zijn ex eist alimentatie, maar Mike wil hier niet op in gaan. Uiteindelijk komt hij tot inkeer, op voorwaarde dat hij zijn dochtertje af en toe te zien zal krijgen. De moeder stemt hier niet mee in. Intussen heeft Mike ook forse ruzie met zijn kersverse echtgenote Els, maar tegen het einde van het seizoen lijkt alles weer koek en ei.

## Seizoen 8
Mike zit in zak en as na de dood van zijn politiepartner Jimmy. Alles wijst op zelfmoord, maar Mike kan dit onmogelijk geloven.

## Trivia
- In 2010 tekende Peter Van Asbroeck een exclusiviteitscontract bij VT4 en werd met VTM overeengekomen dat hij na het toen in productie zijnde zevende seizoen zou verdwijnen uit Zone Stad. In 2012 kon hij echter gewoon weer op de set staan voor seizoen 8, omdat zijn exclusiviteitscontract nietig werd bij de overname van VT4 door productiehuis Woestijnvis.